# Czynnik rakotwórczy
Czynnik rakotwórczy, czynnik rakogenny, czynnik onkogenny, karcynogen, kancerogen – czynnik przyczyniający się, przez mutację materiału genetycznego, do rozwoju choroby nowotworowej.

## Podział

### Karcynogeny fizyczne
- promieniowanie jonizujące
- promieniowanie UV

### Karcynogeny chemiczne
Rakotwórcze substancje chemiczne klasyfikowane są zgodnie z klasyfikacją Międzynarodowej Agencji Badań nad Rakiem (IARC):
- grupa 1: substancje rakotwórcze dla człowieka
- grupa 2A: substancje prawdopodobnie rakotwórcze dla człowieka
- grupa 2B: substancje możliwie rakotwórcze dla człowieka
- grupa 3: substancje niemożliwe do zaklasyfikowania jako rakotwórcze dla człowieka
- grupa 4: substancje prawdopodobnie nierakotwórcze dla człowieka

Przykłady:
- arsen (→ rak wątroby i oskrzeli)
- azbest (→ rak oskrzeli i międzybłoniak opłucnej)
- aminy aromatyczne (→ rak pęcherza)
- benzen (→ białaczki)
- nikiel (→ rak oskrzeli i zatok przynosowych)
- chlorek winylu (→ rak wątrobowokomórkowy)
- alkohol (→ rak jamy ustnej, przełyku i krtani)
- leki alkilujące (→ białaczki)
- dietylostylbestrol – (→ gruczolak wątrobowokomórkowy, rak pochwy)
- oksymetolon – syntetyczny androgen (→ rak wątroby)
- thorotrast – kontrast do analizy rentgenowskiej (→ naczyniomięsak)
- związki powstające w czasie niepełnego spalenia (niekoniecznie papierosów), wskutek zbyt małej ilości tlenu:
  - rodniki
  - związki aromatyczne: substancje smoliste (w tym węglowodory aromatyczne – antraceny, benzopiren), aminy aromatyczne, nitrozaminy
- dioksyny
- aflatoksyna – wytwarzana przez pleśń z rodzaju Aspergillus

### Karcynogeny biologiczne
Zwiększone ryzyko zachorowania na nowotwory, niewynikające z ingerencji w materiał genetyczny jest związane z takimi patogenami jak:
- HIV – sam nie jest wirusem onkogennym, ale zwiększa ryzyka wystąpienia różnych nowotworów z powodu obniżenia odporności organizmu, który słabiej zwalcza komórki nowotworowe, a także w związku z transaktywacją innych, onkogennych wirusów (HPV i Epsteina-Barr)
- Schistosoma haematobium – zwiększone ryzyko raka pęcherza moczowego (ze względu na zwiększoną proliferację nabłonka urotelialnego)
- Helicobacter pylori – prawdopodobnie (niepotwierdzone) zwiększone ryzyko chłoniaka żołądka z komórek B, a także raka żołądka

#### Wirusy onkogenne
- HHV-8 – herpeswirus 8 – mięsak Kaposiego[2][3][4]
- HPV – ludzki wirus brodawczaka – rak szyjki macicy, rak sromu, rak prącia
- HBV, HCV – wirus zapalenia wątroby typu B i C – rak wątrobowokomórkowy
- EBV – wirus Epsteina-Barr – ziarnica złośliwa (prawdopodobnie), rak jamy nosowo-gardłowej, chłoniak Burkitta, niektóre rzadkie postacie chłoniaków
- HTLV-I i HTLV-II – ostra białaczka z limfocytów T

#### Spożycie alkoholu
Spożywanie alkoholu zwiększa ryzyko wystąpienia różnych rodzajów nowotworów, ale mechanizm, przez jaki etanol miałby zwiększać to prawdopodobieństwo, nie jest znany. Jednym z mechanizmów może być zwiększenie proliferacji komórek wskutek uszkodzenia nabłonka.
W 2005 roku wykazano na modelach eksperymentalnych, że pod wpływem etanolu dochodzi w nowotworach do zwiększenia produkcji czynnika wzrostu śródbłonka naczyniowego oraz czynnika angiogennego, co wskazuje dodatkowy mechanizm przyczyniający się do łatwiejszego wzrostu nowotworów.
W Polsce obowiązuje rozporządzenie Ministra Zdrowia z dnia 24 lipca 2012 roku w sprawie substancji chemicznych, ich mieszanin, czynników lub procesów technologicznych o działaniu rakotwórczym lub mutagennym w środowisku pracy.